# روزی زیبا در محله
روزی زیبا در محله (انگلیسی: A Beautiful Day in the Neighborhood) که در ایران با نام «ملاقات با آقای مجری» پخش شد، یک فیلم در ژانر درام و زندگی‌نامه‌ای به کارگردانی ماریل هلر است که در سال ۲۰۱۹ منتشر شد. از بازیگران آن می‌توان به تام هنکس، متیو ریس، و کریس کوپر اشاره کرد. این فیلم از مقالهٔ «می‌تونی بگی… قهرمان؟»] نوشته تام جنود که سال ۱۹۹۸ در مجلهٔ اسکوئر چاپ شد الهام گرفته‌است. در این فیلم لوید ووگل (ریس) مأمور می‌شود تا مقاله‌ای دربارهٔ فرد راجرز (هنکس)، مجری تلویزیونی کودکان بنویسد.
این فیلم برای نخستین بار ۷ سپتامبر ۲۰۱۹ در Toronto International Film Festival به نمایش درآمد و سپس توسط شرکت پخش سونیدر ۲۲ نوامبر به صورت گسترده اکران شد. این فیلم به خاطر بازی هنکس و ریس، کارگردانی هلر و پیام دلگرم کننده‌اش توسط منتقدان ستایش شد و به فروش جهانی ۶۴ میلیون دلار دست یافت. همچنین مجله تایم آن را جز ده فیلم برتر سال معرفی کرد. تام هنکس برای بازی در این فیلم در شاخه نقش مکمل، نامزد اسکار، جایزه گلدن گلوب، انجمن صنفی بازیگران، بفتا و جایزه انتخاب منتقدان شد.

## خلاصه داستان
این فیلم داستانی برگرفته از زندگینامه فرد راجرز با نقش پردازی تام هنکس است که روابط دوستانه او با روزنامه‌نگاری به نام تام جونو را به تصویر می‌کشد و …